# Jean Margéot
Jean Margéot (3. veljače 1916. – 17. srpnja 2009.) bio je mauricijski katolički biskup i kardinal.
Rodom iz Quatre-Bornesa na Mauricijusu, pohađao je Collège Père Laval prije nego što je otišao na Royal College Curepipe. Otputovao je u Rim na daljnje studije. Margéot je zaređen za svećenika 17. prosinca 1938. u bazilici Saint-Jean-de-Latran u Rimu.
Nakon smrti kardinala Jeana Margéota, diljem Mauricijusa proglašena je nacionalna žalost, a športski događaji su obustavljeni.